# Ożwiowate

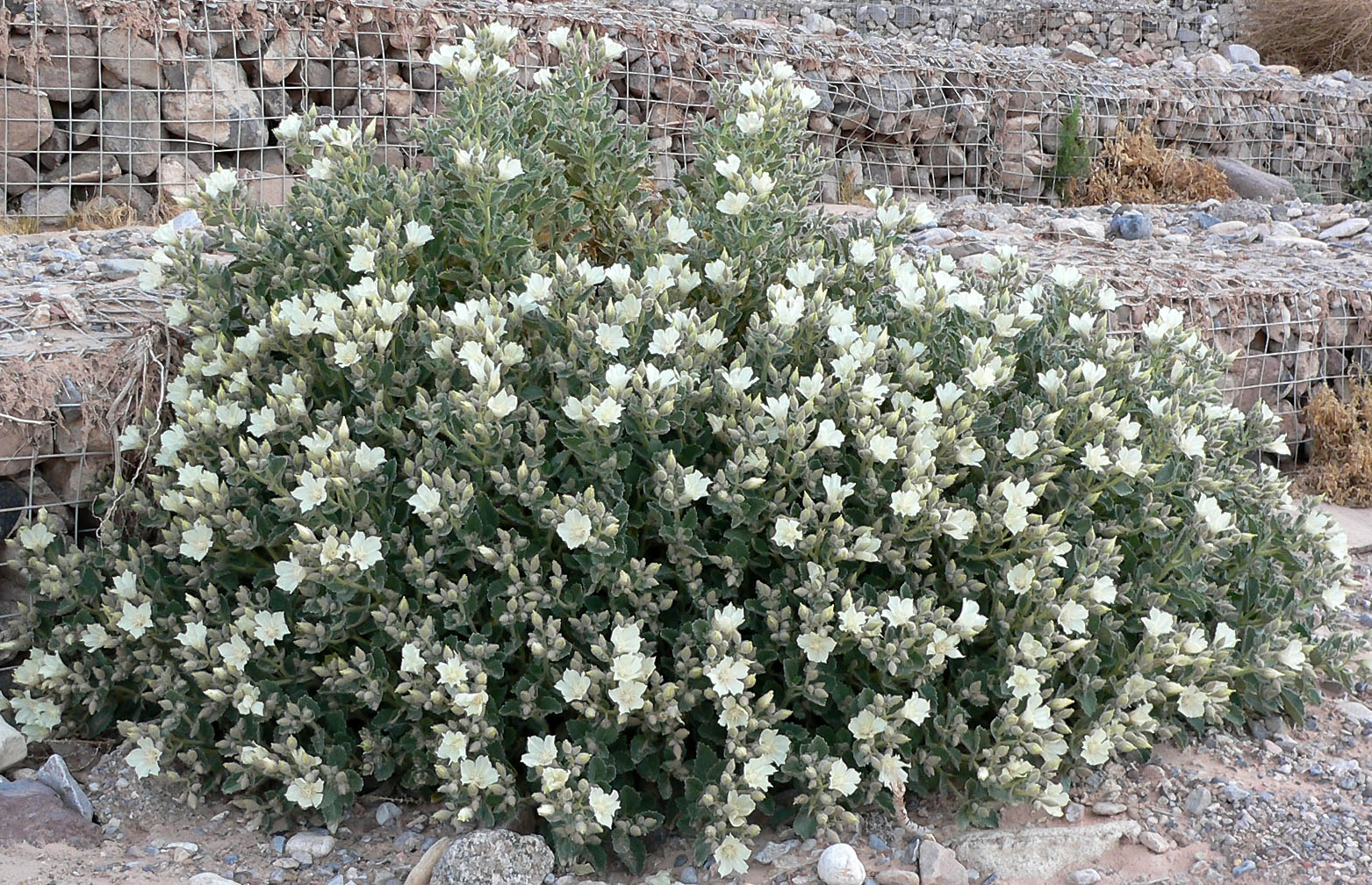
Eucnide urens

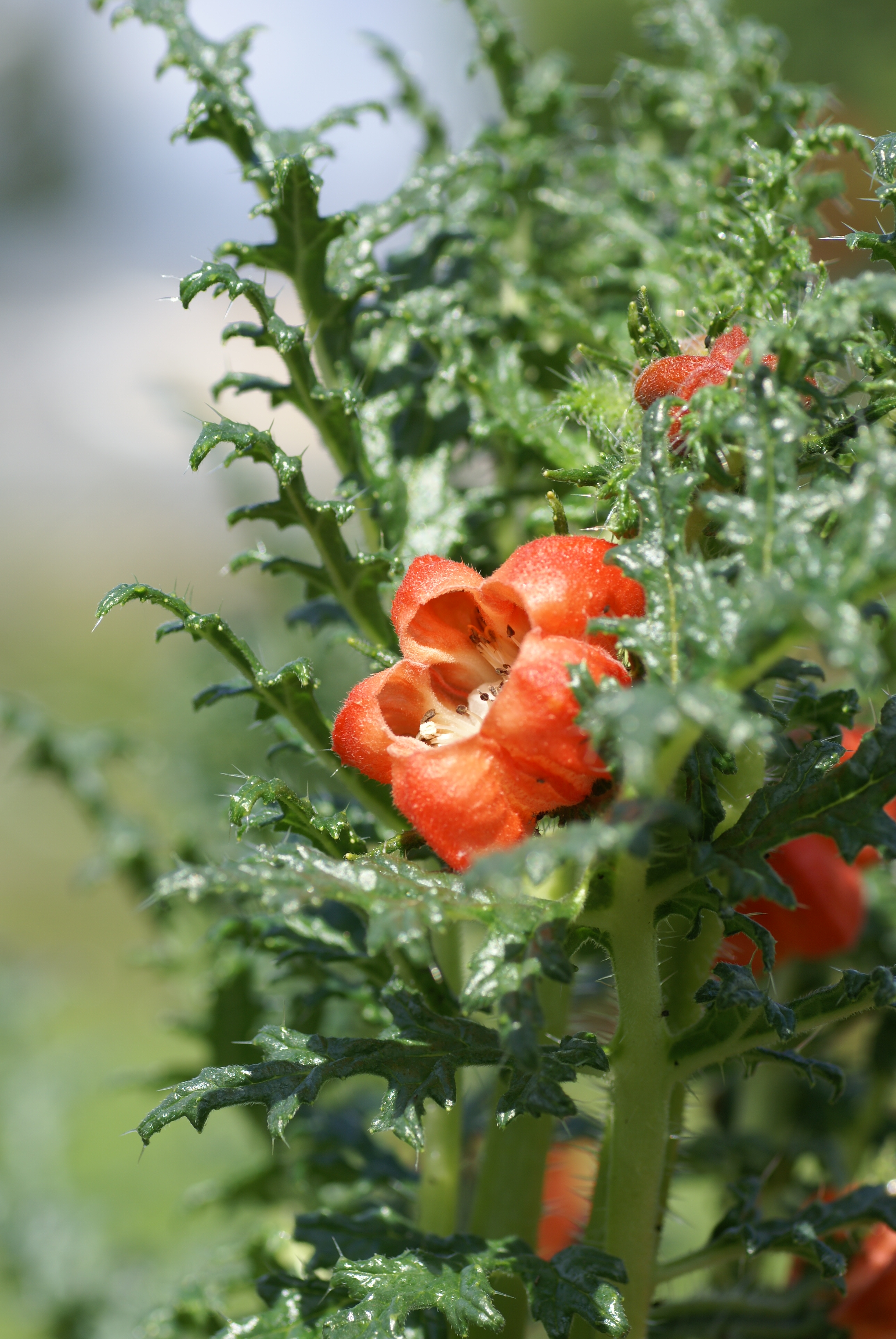
Caiophora chuquitensis

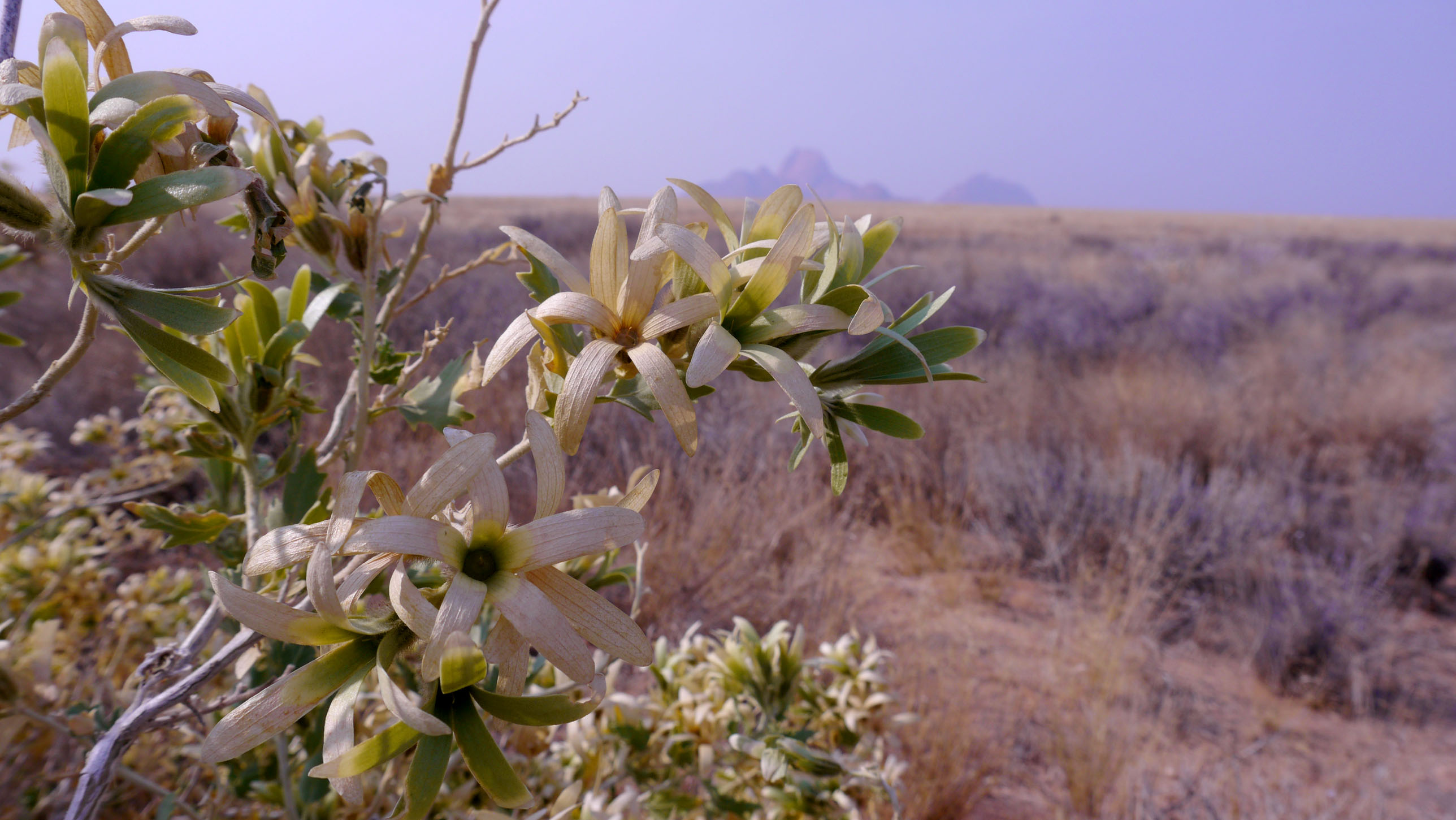
Kissenia capensis

Ożwiowate (Loasaceae) – rodzina roślin z rzędu dereniowców. Obejmuje 20 rodzajów z około 330 gatunkami. Największe ich zróżnicowanie występuje w zachodniej części Stanów Zjednoczonych i w Meksyku, nieco mniejsze w Andach w Ameryce Południowej. Cały zasięg rodziny obejmuje rozległe obszary Ameryki Północnej na południe od Kanady oraz Amerykę Południową bez jej wschodniej części i południowych krańców. Tylko jeden rodzaj (Kissenia) reprezentowany jest w Afryce (jeden gatunek w południowo-zachodniej części, drugi w północno-wschodniej oraz na przyległym Półwyspie Arabskim). Jeden rodzaj (Plakothira) z 3 gatunkami występuje na Markizach. Rośliny te zajmują różne siedliska od wilgotnych lasów, poprzez stepy i murawy wysokogórskie po półpustynie. Różne gatunki z rodzajów Caiophora, Nasa i Mentzelia wykorzystywane są w lecznictwie ludowym. Rośliny z tego ostatniego rodzaju dostarczają także nasion wykorzystywanych jako pożywienie (Indianie mielą je na mąkę), a współcześnie sadzone są też jako rośliny ozdobne.

## Morfologia
PokrójGłównie rośliny jednoroczne i byliny, rzadko krzewy (Kissenia i Pentalonyx) lub niewielkie drzewa (Mentzelia arborescens). Niektórzy przedstawiciele to pnącza. Rośliny okryte są zazwyczaj włoskami, przy czym mają one bardzo zróżnicowaną budowę i funkcje. Poza włoskami prostymi występują i takie, które pokryte są zadziorkami lub dodatkowymi kolcami, czasem zagiętymi na podobieństwo kotwicy i wyrastającymi ze szczytu włoska. Bywają włoski gruczołowe i parzące. Te ostatnie podobne są do włosków pokrzywy zwyczajnej (wielokomórkowa podstawa i impregnowany krzemionką, lekko zagięty czubek) i wywołują podobną pokrzywkę.
LiścieSkrętoległe lub naprzeciwległe, o blaszkach całych lub podzielonych.
KwiatyObupłciowe, zapylane przez owady, nierzadko z efektownym okwiatem. Kielich i korona są 5-krotne, przy czym płatki bywają bardzo zróżnicowane.  Pręciki występują w jednym, dwóch lub większej liczbie okółków, przy czym zewnętrzne ulegają nierzadko redukcji do prątniczków, czasem pełnią funkcję miodników. Jednokomorowa, dolna lub wpółdolna zalążnia składa się z 3 lub 5 owocolistków, zawiera liczne zalążki.
OwoceTorebka z licznymi nasionami pękająca wzdłuż nerwu środkowego lub nerwów bocznych, rzadziej jednonasienny orzeszek.

## Systematyka
W dawniejszych systemach klasyfikacyjnych rodzina umieszczana była obok ogórecznikowatych (Boraginaceae) lub męczennicowatych (Passifloraceae). Wnioski z licznych badań z początków XXI wieku sytuują rodzinę jako siostrzaną wobec hortensjowatych (Hydrangeaceae) w obrębie rzędu dereniowców (Cornales).
Pozycja systematyczna według APweb (aktualizowany system APG IV z 2016)
|  | Grubbiaceae  |
|  |              |
|  | Curtisiaceae |
|  |              |

|  | Loasaceae – ożwiowate         |
|  |                               |
|  | Hydrangeaceae – hortensjowate |
|  |                               |

|  | Grubbiaceae  |
|  |              |
|  | Curtisiaceae |
|  |              |

|  | Loasaceae – ożwiowate         |
|  |                               |
|  | Hydrangeaceae – hortensjowate |
|  |                               |

|  | Grubbiaceae  |
|  |              |
|  | Curtisiaceae |
|  |              |

|  | Loasaceae – ożwiowate         |
|  |                               |
|  | Hydrangeaceae – hortensjowate |
|  |                               |

|  | Grubbiaceae  |
|  |              |
|  | Curtisiaceae |
|  |              |

|  | Loasaceae – ożwiowate         |
|  |                               |
|  | Hydrangeaceae – hortensjowate |
|  |                               |

Podział rodziny
W obrębie rodziny wyróżnia się cztery podrodziny. W niektórych ujęciach nie wyodrębnia się podrodziny Petalonychoideae (rodzaj Petalonyx włączany jest do podrodziny Gronovoideae). Analizy filogenetyczne z początków XXI wieku wskazują na to, że klady bazalne w obrębie rodziny stanowią dwa rodzaje Eucnide i Schismocarpus.
Relacje filogenetyczne w obrębie rodziny:
|  | Loasoideae                                                       |
|  |                                                                  |
|  | \| \| Mentzelioideae \| \| \| \| \| \| Gronovioideae \| \| \| \| |
|  |                                                                  |
|  | Mentzelioideae                                                   |
|  |                                                                  |
|  | Gronovioideae                                                    |
|  |                                                                  |

|  | Mentzelioideae |
|  |                |
|  | Gronovioideae  |
|  |                |

|  | Loasoideae                                                       |
|  |                                                                  |
|  | \| \| Mentzelioideae \| \| \| \| \| \| Gronovioideae \| \| \| \| |
|  |                                                                  |
|  | Mentzelioideae                                                   |
|  |                                                                  |
|  | Gronovioideae                                                    |
|  |                                                                  |

|  | Mentzelioideae |
|  |                |
|  | Gronovioideae  |
|  |                |

|  | Loasoideae                                                       |
|  |                                                                  |
|  | \| \| Mentzelioideae \| \| \| \| \| \| Gronovioideae \| \| \| \| |
|  |                                                                  |
|  | Mentzelioideae                                                   |
|  |                                                                  |
|  | Gronovioideae                                                    |
|  |                                                                  |

|  | Mentzelioideae |
|  |                |
|  | Gronovioideae  |
|  |                |

|  | Loasoideae                                                       |
|  |                                                                  |
|  | \| \| Mentzelioideae \| \| \| \| \| \| Gronovioideae \| \| \| \| |
|  |                                                                  |
|  | Mentzelioideae                                                   |
|  |                                                                  |
|  | Gronovioideae                                                    |
|  |                                                                  |

|  | Mentzelioideae |
|  |                |
|  | Gronovioideae  |
|  |                |

Podział rodziny według GRIN:
Podrodzina: Loasoideae
Przedstawiciele występują na kontynentach amerykańskich, w Afryce i na wyspach Oceanu Spokojnego. Kwiaty zawierają liczne zalążki i pręciki zmodyfikowane w różnokształtne i barwne miodniki.
- Aosa Weigend
- Blumenbachia Schrad. – blumenbachia[7]
- Caiophora C. Presl
- Chichicaste Weigend
- Huidobria Gay
- Kissenia R. Br. ex Endl.
- Klaprothia Kunth
- Loasa Adans. – loasa[7], ożwia, parzydło, pieczycha[8]
- Nasa Weigend
- Plakothira Florence
- Presliophytum (Urb. & Gilg) Weigend
- Scyphanthus Sweet
- Xylopodia Weigend

Podrodzina: Mentzelioideae
Przedstawiciele występują w Ameryce Północnej i Południowej. Wyróżniają się kwiatami zawierającymi liczne pręciki (do ponad 150) i liczne zalążki. 
- Eucnide Zucc.
- Mentzelia L. – menzelia, mencelia
- Schismocarpus S. F. Blake

Podrodzina: Gronovioideae
Kwiaty posiadają tylko jeden zalążek oraz jeden okółek z 5 pręcikami.
- Cevallia Lag.
- Fuertesia Urb.
- Gronovia L. – gronowia

Podrodzina Petalonychoideae
Kwiaty posiadają tylko jeden zalążek oraz jeden okółek z 5 pręcikami, brak włosków parzących.
- Petalonyx A. Gray